# North American Sabreliner
Pour les articles homonymes, voir T-39.
Vous lisez un « bon article » labellisé en 2022.
Dimensions
Le North American Sabreliner (appelé plus tard Rockwell Sabreliner, et T-39 pour la désignation militaire) est un petit avion de transport à réaction, qui a fait son premier vol en 1958. Il est produit par North American Aviation (et constitue, sur le marché civil, le seul succès de cet avionneur essentiellement militaire) puis par Rockwell International, qui rachète NAA en 1973. Plus de 800 exemplaires sont produits, les derniers sont livrés en 1981. Les trois quarts des avions sont vendus à des clients civils, le quart restant aux militaires.
Dans le monde civil, c'est un des tout premiers jets d'affaires, et parfois un avion-cargo léger pour le transport de colis. Les militaires, principalement américains, l'utilisent comme avion de transport léger et d'entraînement. Il est aussi souvent utilisé comme plate-forme pour des essais en vol de nature variée. Sa conception est basée sur celle du chasseur North American F-86 Sabre : la voilure, le train d'atterrissage, l'empennage, les commandes de vol sont dérivés de ceux du Sabre. Le nom commercial de l'avion reflète cette parenté.
Produit pendant plus de vingt ans, il a connu plusieurs versions, avec des évolutions touchant à la fois le fuselage, les moteurs, l'aérodynamique et l'électronique. De nombreux appareils militaires déclassés ont été repris par des utilisateurs civils. Avion robuste, de conception assez rustique, simple à piloter et à entretenir, le Sabreliner connait une longue carrière, et des dizaines d'exemplaires volent encore en 2022.

## Historique

### North American Aviation
De 1938 à 1944, North Americain Aviation (NAA), contrôlé à cette époque par General Motors, produit 40 000 avions, plus que n'importe quel autre avionneur américain, grâce à l'immense succès de trois modèles : l'avion d'entraînement T-6 Texan, le chasseur P-51 Mustang et le bombardier B-25 Mitchell, qui ont joué un rôle capital durant la Seconde Guerre mondiale. Le siège de l'entreprise, son bureau d'étude et son usine principale se trouvent à Los Angeles. D'autres usines sont ouvertes pendant le conflit dans l'Ohio, au Texas et au Kansas. À la fin de la guerre, les commandes chutent de façon spectaculaire. NAA développe dans les années 1940 le F-86 Sabre, qui n'est pas le premier chasseur à réaction américain en service, puisque le Republic F-84 Thunderjet l'a précédé, mais a des performances très supérieures, grâce à son aile en flèche notamment. Le Sabre entre en service en 1949 et joue un rôle très important pendant la guerre de Corée. North American produit encore le F-100 Super Sabre, évolution supersonique du Sabre, le Sabreliner (son seul succès dans le domaine civil), le T-2 Buckeye d'entraînement, et de nombreux avions restés à l'état de prototype, dont le plus spectaculaire est le XB-70 Valkyrie. Dans le domaine spatial, NAA est le maître d'œuvre du module de commande et de service Apollo.

### Premiers projets

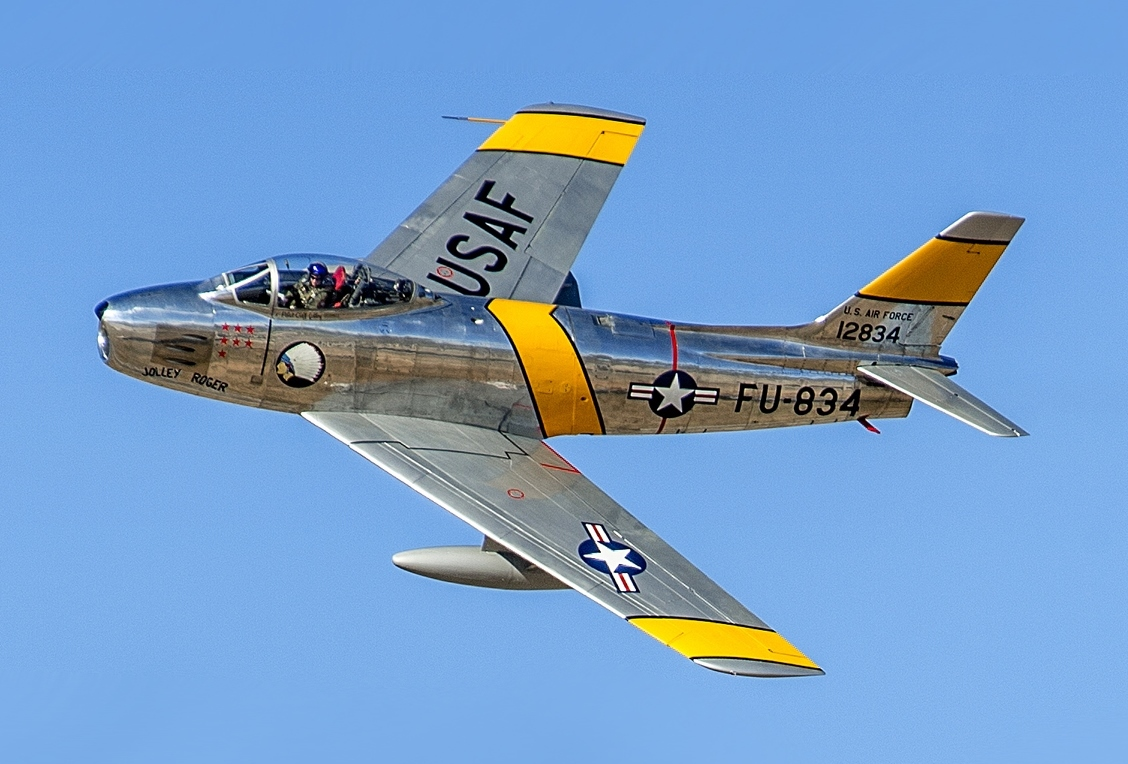
Le chasseur F-86 Sabre.

North American commence le développement du Sabreliner sur fonds privés, l'ingénieur en chef est Fred Pill qui a travaillé sur le P-51 Mustang puis a été ingénieur en chef sur le F-86 Sabre. L'idée est de développer un petit avion de transport à réaction en construisant un fuselage pressurisé, sur lequel seraient installés une voilure, un empennage et un train d'atterrissage directement dérivés de ceux du chasseur F-86. Le nom Sabreliner est d'ailleurs choisi pour revendiquer cette filiation. Dans ce premier projet, les réacteurs sont installés à la base des ailes, à la manière d'un Tupolev Tu-104. La réutilisation d'éléments d'avions militaires n'est pas une démarche incongrue à l'époque. Le Tu-104 a lui-même repris la voilure, l'empennage et la motorisation du bombardier Tu-16. De même, le jet d'affaires Learjet 23 a repris la voilure d'un projet abandonné de chasseur suisse, le FFA P-16.

### Les spécifications UTC/UTX
En août 1956, l'US Air Force (USAF) publie des spécifications pour deux petits avions destinés à l'entraînement et au transport léger, et propulsés par turboréacteurs. À cette date, ce mode de propulsion s'est déjà généralisé pour les chasseurs puis les bombardiers, mais les avions de soutien sont encore des modèles à hélices. L'US Air Force spécifie, dans son document, deux types d'avions :
- UTX pour utility trainer experimental : un petit appareil biréacteur, pour deux pilotes et quatre passagers, avec une autonomie d'au moins 2 800 km, destiné avant tout à la formation ;
- UCX pour utility cargo experimental : un avion nettement plus lourd, pour deux pilotes et huit à dix passagers, ou une charge cargo équivalente, et d'une autonomie d'au moins 4 000 km.

Il ne s'agit pas d'un appel d'offres. L'USAF ne finance pas le développement de ces avions, elle formule simplement son intérêt pour acheter des appareils répondant à ces critères s'ils sont disponibles. NAA, en réponse à la demande UTX, reprend son projet et le modifie. D'autres constructeurs, notamment Fairchild, s'intéressent aussi au marché, mais sans aller jusqu'à construire un prototype. Parallèlement, deux avionneurs s'intéressent à la spécification UCX : Lockheed, avec son JetStar (produit à environ 200 exemplaires), et McDonnell avec son Model 119 qui reste un prototype.

### Évolution de l'avion
Le prototype de la version civile, qui porte la référence NA-265, effectue son premier vol le 16 septembre 1958. Il est motorisé par deux turboréacteurs General Electric YJ85. Le certificat de type de la Federal Aviation Administration (FAA) est obtenu en avril 1963. La version destinée au programme UTX, désignée T-39A, a une configuration identique au NA-265, mais quand le contrat est signé et que le T-39A entre en production, l'avion est motorisé avec des Pratt & Whitney JT12A8.
La version civile de série, ou Sabreliner 40, est légèrement améliorée par rapport au prototype, avec une vitesse plus élevée et une cabine plus spacieuse. Sur le marché civil, le Sabreliner se vend bien pendant les premières années de sa présence sur le marché, avec 31 appareils livrés sur la seule année 1966. Néanmoins, les ventes retombent assez rapidement, sur un marché devenu très concurrentiel avec l'introduction de nombreux jets d'affaires (Dassault Mystère 20, IAI Westwind notamment). Pour tenter de relancer les ventes, North American allonge l'appareil de 96 cm, offrant ainsi une cabine plus spacieuse. Cette modification donna naissance à la Version 60 qui est certifiée en avril 1967. Une version dotée d'une meilleure aérodynamique donna naissance au Sabreliner 60A et une cabine plus haute à la Série 75.
En 1973, North American fusionne avec Rockwell International, et la compagnie met à jour le Sabreliner, désormais commercialisé sous le nom Rockwell Sabreliner, en l'équipant de réacteurs Garrett AiResearch TFE731 sur la série 60, qui devient alors série 65A, et de General Electric CF700 pour la série 75A. Ce sont les deux dernières versions de l'appareil, la production du Sabreliner s'arrêtant en 1981. D'autres versions sont proposées à la fin des années 1970 sans aboutir à un prototype, notamment un « Sabre X » qui aurait été triréacteur, avec trois Pratt & Whitney Canada JT15D dont un monté dans la queue.
Ces améliorations successives ont notamment réduit la consommation de l'appareil. Le Sabreliner 40 avait une consommation très élevée pour un avion de cette catégorie, à 1 360 litres par heure. Sur un Sabreliner 65, avec les réacteurs à double flux et les améliorations aérodynamiques, la consommation est descendue à 950 litres par heure, bien que la capacité d'emport et le volume de cabine soient supérieurs.
Au total, plus de 800 Sabreliner sont produits dont 200 sont des T-39. Fin 2008, 56 appareils avaient été détruits lors d'accidents.

### Fin du programme
En 1983, deux ans après la sortie d'usine du dernier Sabreliner, Rockwell se sépare de cette activité. La société Sabreliner Corp. est créée, avec les fonds de la banque d'investissement Wosley & Co., avec pour mission d'assurer la maintenance des quelque 600 Sabreliner en circulation à cette époque. Elle devient aussi propriétaire des droits de production et de la liasse de certification. Cette société tente, au cours des années 1980, de relancer la production de nouvelles versions de l'avion. Comme elle ne possède pas d'usine d'assemblage aéronautique, un projet est monté avec l'hélicoptériste italien Agusta, pour procéder à l'assemblage chez ce dernier. Ensuite, c'est une coopération avec McDonnell Douglas qui est envisagée, puis une reprise de l'ancienne chaîne Rockwell. Aucun de ces projets n'aboutit et la production n'est jamais relancée. La société Sabreliner Corp se diversifie en offrant des services de maintenance, conversion et modernisation sur d'autres avions,.

## Caractéristiques

### Motorisation
Le Sabreliner possède deux réacteurs montés de part et d'autre du fuselage, à l'arrière. Cette disposition a aussi été rencontrée sur quelques avions de ligne (Caravelle, One-eleven, par exemple). Sur les jets d'affaires, elle est presque universelle. La première génération n'est pas équipée d'inverseurs de poussée, cet équipement fait son apparition sur la version Sabreliner 60.

#### J60

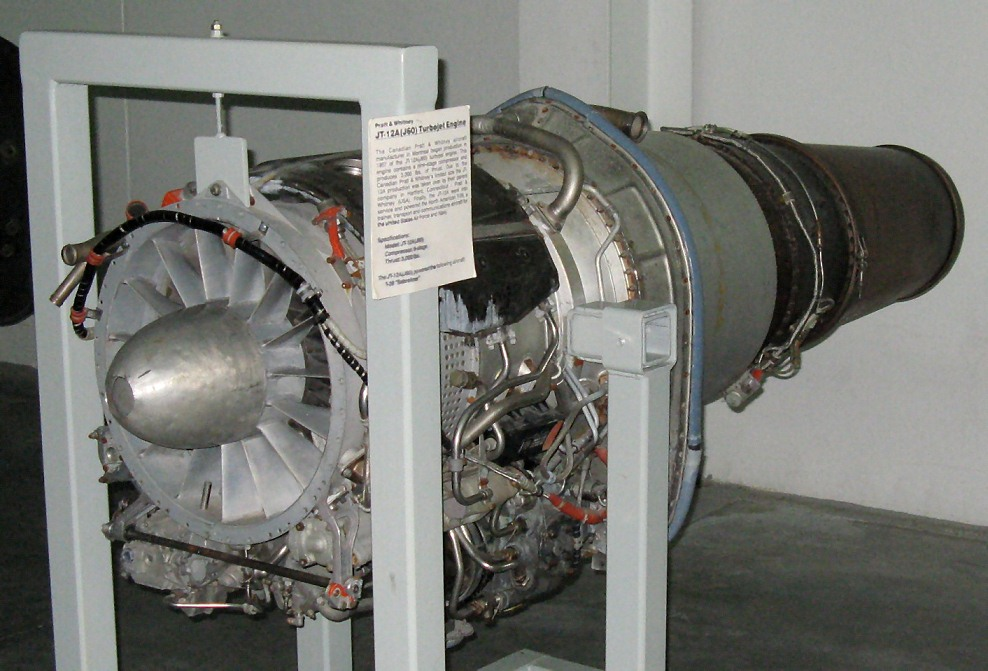
Le J60 : un réacteur léger, de conception simple.

Les premiers Sabreliner de série utilisent des moteurs Pratt & Whitney J60, un réacteur simple flux monocorps, très léger. C'est, notamment, le moteur du T-2B Buckeye, également produit par North American. Ce réacteur devient rapidement obsolète, du fait de son niveau de bruit et de sa consommation.

#### TFE731

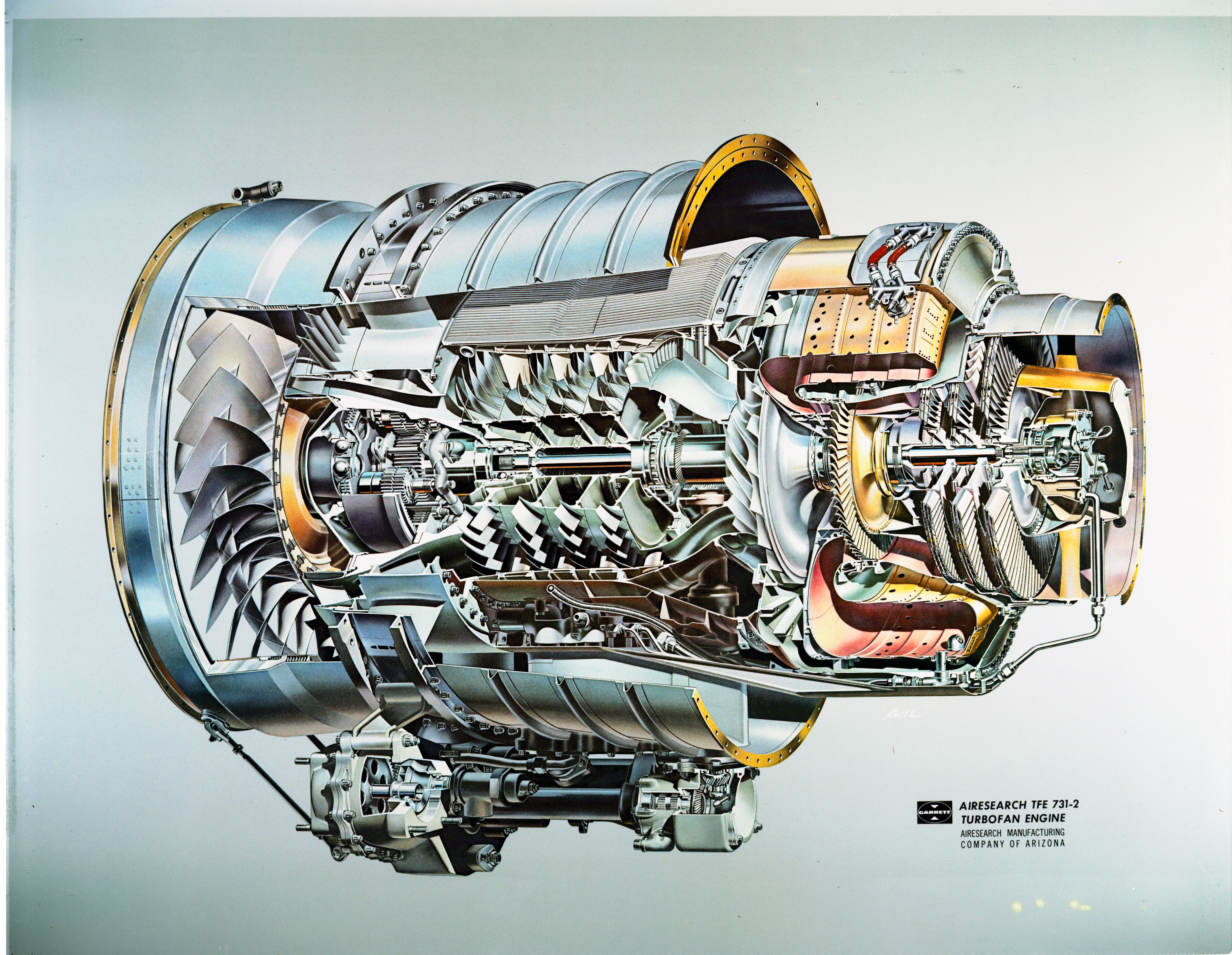
Écorché du moteur TFE731.

Le TFE731, un petit turbofan doté d'une réduction mécanique, reprend les parties internes de la turbine TSCP700, développée comme groupe auxiliaire de puissance pour le McDonnell Douglas DC-10. Ce réacteur, commercialisé en 1972, connaît un très grand succès commercial pendant plus de trente ans : plus de 13 000 exemplaires sont vendus, équipant des avions d'affaires et des avions militaires légers (comme le CASA C-101 Aviojet par exemple). Ce moteur est apparu sur certaines versions du Sabreliner (voir liste détaillée) dans les années 1970. En outre, les exemplaires existants à moteurs J60 peuvent être rééquipés en TFE731, avec une réduction de consommation (et donc un accroissement de l'autonomie) à la clé.

#### CF700
Le CF700 est un petit réacteur à double flux à taux de dilution moyen (2.0 pour 1), conçu sur la base du General Electric J85. Le J85 est un réacteur monocorps simple flux, très simple, qui avait initialement été conçu pour équiper un engin-leurre (donc ne servir qu'une fois), le McDonnell ADM-20 Quail. Il a ensuite été utilisé sur le chasseur Northrop F-5 Freedom Fighter, et sur le prototype du Sabreliner. Le CF700 est réalisé en ajoutant, à l'arrière du J85, un étage de turbine libre dont le diamètre est agrandi pour se prolonger en soufflante. La soufflante est donc placée à l'arrière du moteur, une disposition peu commune. Les Sabreliner à moteurs CF700 se reconnaissent à la nacelle : son diamètre a été augmenté, et le moteur est entouré par un conduit qui alimente la soufflante.

### Voilure
Les premières versions du Sabreliner ont une voilure dont la conception est basée sur celle du F-86, mais elle n'est pas identique. La différence la plus évidente est l'angle de flèche plus faible (28° contre 35). De par son origine militaire, l'aile du Sabreliner supporte des charges importantes et est étonnamment solide, la contrepartie est une structure relativement lourde. Le Sabreliner est d'ailleurs le seul avion d'affaires certifié pour effectuer de la voltige aérienne,.
À partir du Sabreliner 60A, l'aile connaît une évolution majeure en recevant un profil supercritique. Sa conception a été sous-traitée par NAA à Raisbeck Engineering, entreprise dirigée par l'aérodynamicien James David Raisbeck (en). La nouvelle voilure est également plus grande, l'envergure de l'avion augmente de presque deux mètres,.

### Parties mobiles
Les commandes de vol du Sabreliner sont entièrement mécaniques, actionnées par des systèmes de câbles, de poulies, etc. Les compensateurs, en revanche, sont actionnés électriquement. Les becs de bord d'attaque, qui s'étendent sur presque toute l'envergure, ne sont pas pilotés. Leur déploiement et leur retrait sont automatiques, au sens qu'ils sont contrôlés par les forces aérodynamiques, en fonction de l'incidence. Les volets hypersustentateurs sont actionnés par des moteurs électriques. Il y a un aérofrein sous le fuselage, juste derrière le train avant. Il est actionné par un vérin hydraulique.
L'adoption de l'aile « Raisbeck » sur le Sabreliner 60A s'accompagne d'un changement de la mécanisation, il n'y a plus de bec basculant de bord d'attaque.

### Fuselage et cabine

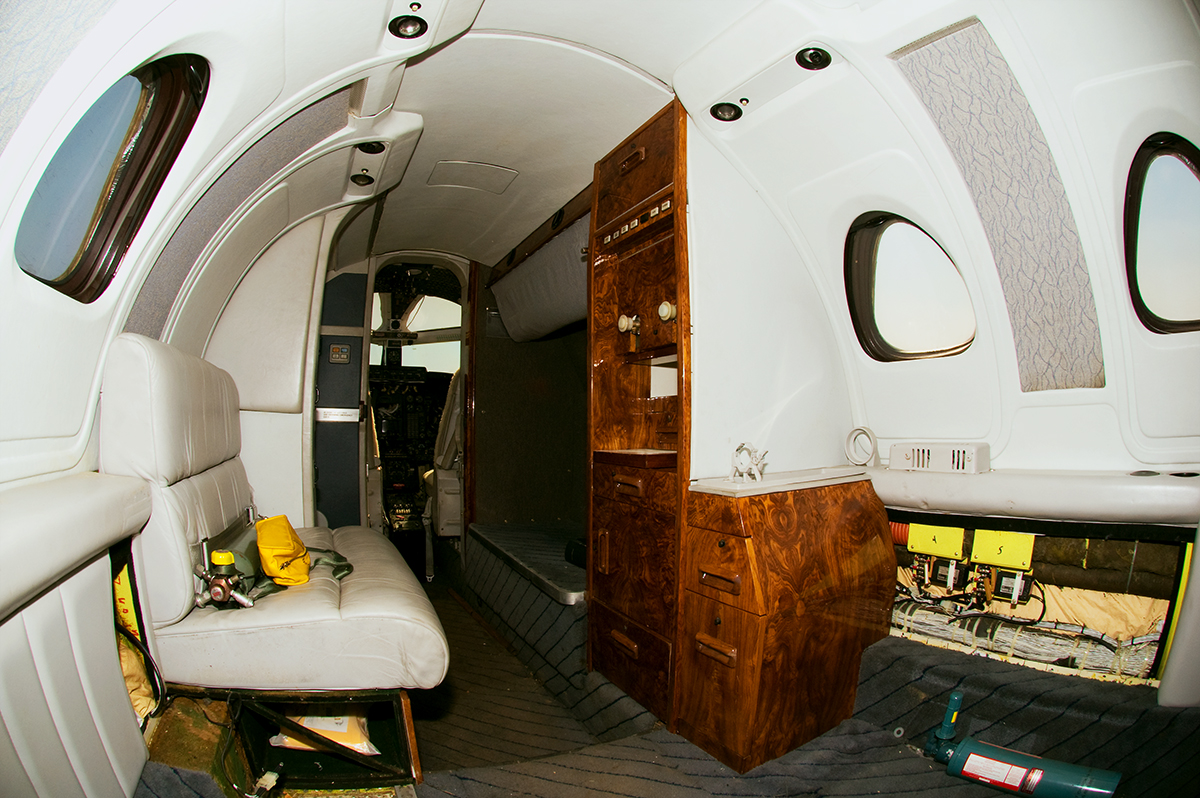
Cabine d'un Sabreliner 60.

Le Sabreliner, suivant la configuration de la cabine, peut emporter de sept (NA-265 à NA-265-40) à dix passagers (NA-265-60 et modèles supérieurs). Le diamètre de fuselage est de 180 cm. La cabine passager mesure 487 cm de long sur un Sabreliner 40, 580 cm sur les versions à fuselage rallongé (à partir du 60). La version 75 offre une hauteur sous plafond légèrement améliorée. À l'arrière de la cabine, on trouve les toilettes et un emplacement pour les bagages. La pressurisation est assurée par un prélèvement d'air moteur.

### Empennage
L'empennage, lui aussi dérivé de celui du F-86, est reconnaissable : le plan horizontal est attaché directement sur le fuselage, alors que sur tous les autres avions dotés de moteurs à l'arrière, on trouve un empennage soit cruciforme, soit en T, donc un plan horizontal fixé sur la dérive. C'est un moyen de reconnaître le Sabreliner par rapport à tout autre avion d'affaires.

### Système électrique
Chaque réacteur est associé à une machine à courant continu réversible, qui sert de moteur pour le démarrer, puis de génératrice pour alimenter le réseau électrique principal, qui fonctionne en courant continu 38 volts. La plupart des systèmes de l'avion fonctionnent en 38 volts, notamment les pompes de carburant, l'essentiel de l'électronique, les équipements radio, les feux de navigation et l'éclairage intérieur. Lorsqu'une seule des deux génératrices fonctionne, certaines parties du réseau sont désactivées, sacrifiant l'alimentation des systèmes non-vitaux. Il y a aussi un réseau 115 volts triphasé, alimenté depuis le réseau CC par deux onduleurs redondants. Les systèmes qui fonctionnent en courant alternatif sont notamment la climatisation, l'ordinateur de navigation, et les jauges qui mesurent la quantité de carburant. Enfin, quelques équipements fonctionnent en courant alternatif à des tensions plus basses (5 et 26 volts), et sont alimentés via des transformateurs depuis le réseau 115 volts. Le démarrage des moteurs peut être alimenté soit depuis le sol (prise extérieure), soit par deux batteries qui se trouvent juste derrière la cabine.

### Cockpit, pilotage et électronique

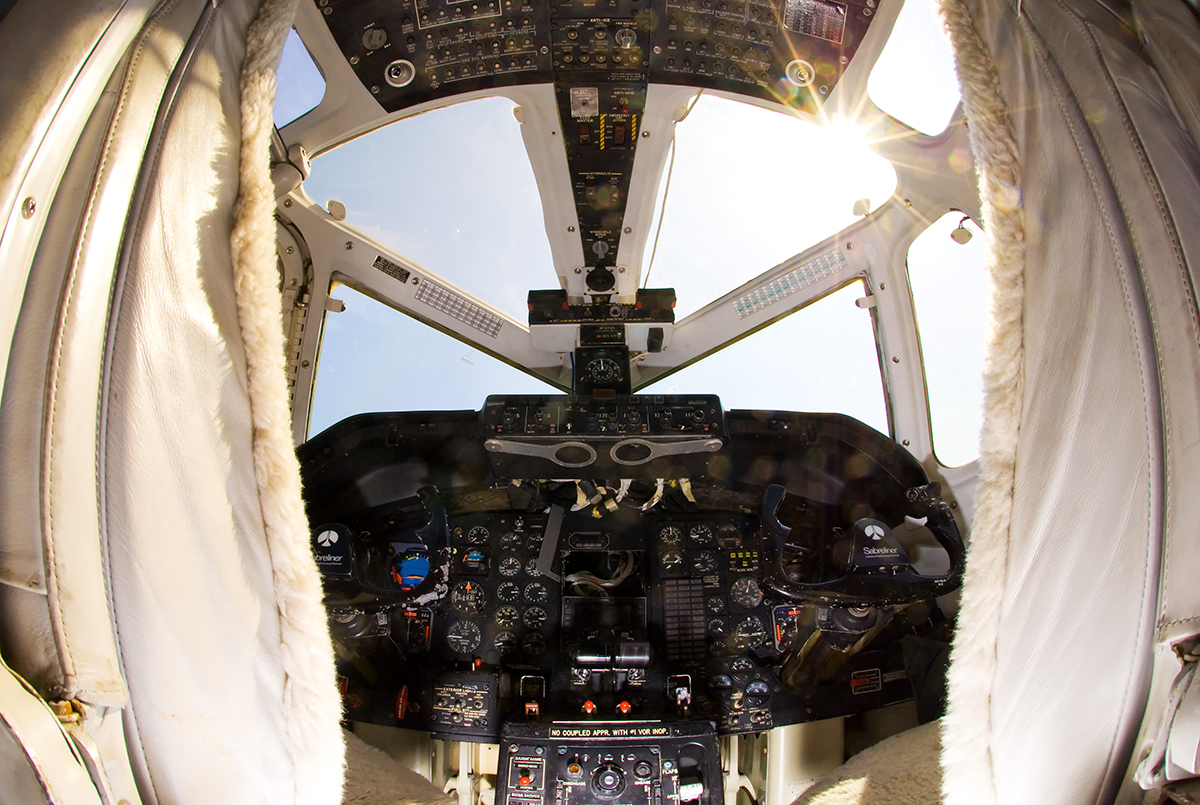
Cockpit d'un Sabreliner 60.

Le Sabreliner requiert un équipage de deux personnes. Le cockpit est de type côte à côte, avec le pilote assis à gauche et le copilote à droite. Contrairement aux avions plus grands de la même époque (comme le Boeing 707 par exemple), le Sabreliner se passe d'un mécanicien navigant. Le copilote doit donc prendre en charge des tâches traditionnellement attribuées à ce dernier. L'instrumentation d'un Sabreliner 40 est relativement minimaliste. Les commandes des systèmes électriques sont regroupées dans les panneaux au-dessus des vitres. Un journaliste aéronautique qui teste l'avion en 1999 le décrit comme un avion nerveux mais facile à maîtriser.

### Réseau hydraulique
Les commandes étant purement mécaniques, le réseau hydraulique a un rôle assez limité : il active la sortie et la rentrée du train d’atterrissage, les freins du train principal, les trappes des compartiments du train principal, la direction du train avant, et l'aérofrein. Il est maintenu sous pression par une seule pompe électrique. La pompe est commandée par une interrupteur actionné par la pression, ainsi elle se met en route si la pression tombe sous les 18 MPa et s'arrête une fois qu'elle dépasse 21 MPa. Le réservoir d'huile est maintenu sous pression par de l'air comprimé provenant du moteur. Des accumulateurs hydrauliques permettent, en cas de panne de la pompe, de disposer d'une réserve pour l'atterrissage.

### Système de carburant
Sur un T-39A, la capacité de carburant est de 4 095 litres. Il y a deux réservoirs principaux de 1 743 litres chacun, qui occupent les ailes et le caisson central de voilure. Ils sont structurels, c'est-à-dire que leur cloison n'est autre que la surface extérieure de l'avion. Chacun est divisé en cinq sections par des cloisons, qui laissent s'écouler le carburant des ailes vers la partie centrale par gravité. Des valves anti-retour s'assurent que le carburant ne reflue jamais vers les ailes. À l'arrière du fuselage se trouve un réservoir de carburant qui n'est pas, contrairement aux réservoirs principaux, structurel, mais de type « vessie » (réservoir souple). Son contenu s'écoule vers les réservoirs principaux via deux tubes, par gravité. Dans le bas des réservoirs principaux se trouvent les pompes centrifuges, électriques qui alimentent les moteurs. Des pompes supplémentaires permettent au besoin une alimentation croisée des moteurs (pour garder une répartition symétrique des masses en cas de panne d'un moteur ou de fuite), et le délestage de carburant.

### Train d'atterrissage
Le train d'atterrissage est tricycle. Les deux jambes principales comportent une seule roue chacune, et se replient dans le fuselage. Le train, comme les trappes qui le protègent une fois replié, est actionné par le circuit hydraulique. En cas de panne du système hydraulique, le train peut sortir et se verrouiller par gravité. Le train avant (qui possède deux roues) est orientable pour les manœuvres au sol. La commande est assurée par le manche (et non le palonnier), qui, une fois le dispositif allumé, actionne hydrauliquement un vérin qui oriente le train. Sur les roues du train principal se trouvent des freins à disque.

### Liste des versions

#### Prototypes
- Sabreliner (NA265 ou NA246) : Prototype motorisé par deux turboréacteurs General Electric J85-GE-X, un exemplaire construit parfois appelé de façon non officielle XT-39.
- Sabreliner 50 (NA265-50 ou NA287) : Un exemplaire construit en 1964 comme un Modèle 60 avec des moteurs JT12A, utilisé comme plate-forme expérimentale pour le système de refroidissement du radôme de nez.

#### Versions civiles
Liste des versions vendues aux clients civils, :
- Sabreliner 40 (NA265-40 ou NA282) : appareil civil de série pour 11 passagers motorisé par deux Pratt & Whitney JT12A-6A ou -8, deux hublots de cabine de chaque côté, 65 exemplaires construits ;
- Sabreliner 40A (NA265-40A ou NA285) : version 40 avec une voilure modèle 75, systèmes améliorés et deux turbofans General Electric CF700, trois hublots de cabine de chaque côté ;
- Sabreliner 60 (NA265-60 ou NA306) : version 40 allongée pour douze passagers motorisée par deux moteurs JT12-A-8 avec inverseurs de poussée, cinq hublots de cabine de chaque côté, 130 exemplaires construits de 1967 à 1978 ;
- Sabreliner 60A : version 60 avec des améliorations aérodynamiques ;
- Sabreliner 65 (NA265-65 ou NA465) : dérivé d'une version 60, avec une voilure super-critique et motorisé par deux Garrett AiResearch TFE731-3R-1D, 76 exemplaires construits ;
- Sabreliner 75 (NA265-70 ou NA370) : version 60A avec un plafond de cabine plus haut motorisée par deux JT12A-8, neuf exemplaires construits ;
- Sabreliner 75A (NA265-80 ou NA380), renommé ensuite Sabreliner 80 : Sabreliner 75 avec de nombreuses mises à jour de l'aérodynamique et des systèmes, motorisé par deux General Electric CF700, 66 exemplaires construits ;
- Sabreliner 80A : identique au 75A/80, sauf la voilure supercritique qui est celle du 65.

| Deux hublots par coté. |
| Sabreliner 40.         |

|                                                  |
| Sabreliner 40A (noter le hublot supplémentaire). |

|                                    |
| Sabreliner 60 (fuselage rallongé). |

|                                                   |
| Sabreliner 80A. Noter les hublots rectangulaires. |

#### Militaires
Versions militaires, avec leur désignation du Département de la Défense, et entre parenthèses la désignation constructeur le cas échéant, :
- T-39A (NA265) : version de série initiale pour l'entraînement au pilotage dans l'United States Air Force, fondée sur le prototype du Sabreliner mais dotée d'un nez plus long et d'équipements militaires. Elle est motorisée par deux Pratt & Whitney J60-P3, 143 exemplaires construits ;
- CT-39A : T-39A modifié en transport de passagers ou de fret. Elle est motorisée par deux P&W J60-P-3/-3A ;
- NT-39A : un T-39A modifié pour tester les systèmes électroniques ;
- T-39B (NA270 ou NA265-20) : version destinée à l'entraînement au système radar pour l'US Air Force. Elle est équipée d'un radar doppler, six exemplaires construits ;
- T-39D (NA265-20 ou NA277) : version destinée à l'entraînement au système radar pour l'United States Navy. Elle est équipée d'un radar AN/APQ-94 pour l'entraînement des navigateurs à l'interception par radar et d'un radar AN/APQ-126 pour l'entraînement des navigateurs-bombardiers. La version était désignée T3J-1 avant 1962, 42 appareils construits ;
- CT-39E : version de transport de l'US Navy, motorisée par deux JT12A-8 (désigné VT-39E avant 1962), sept appareils modifiés ;
- T-39F : version d'entraînement d'équipages à la guerre électronique, conversion de T-39A pour l'US Air Force ;
- CT-39G : version de transport de l'US Navy fondé sur la version à fuselage allongé Sabreliner 60. Elle est motorisée par deux réacteurs JT12 équipés d'inverseurs de poussée, treize exemplaires construits ;
- T-39G : CT-39G modifiés pour l'entraînement des navigateurs ;
- T-39N : avions d'entraînement de l'US Navy pour les navigateurs.

## Carrière dans les forces armées américaines

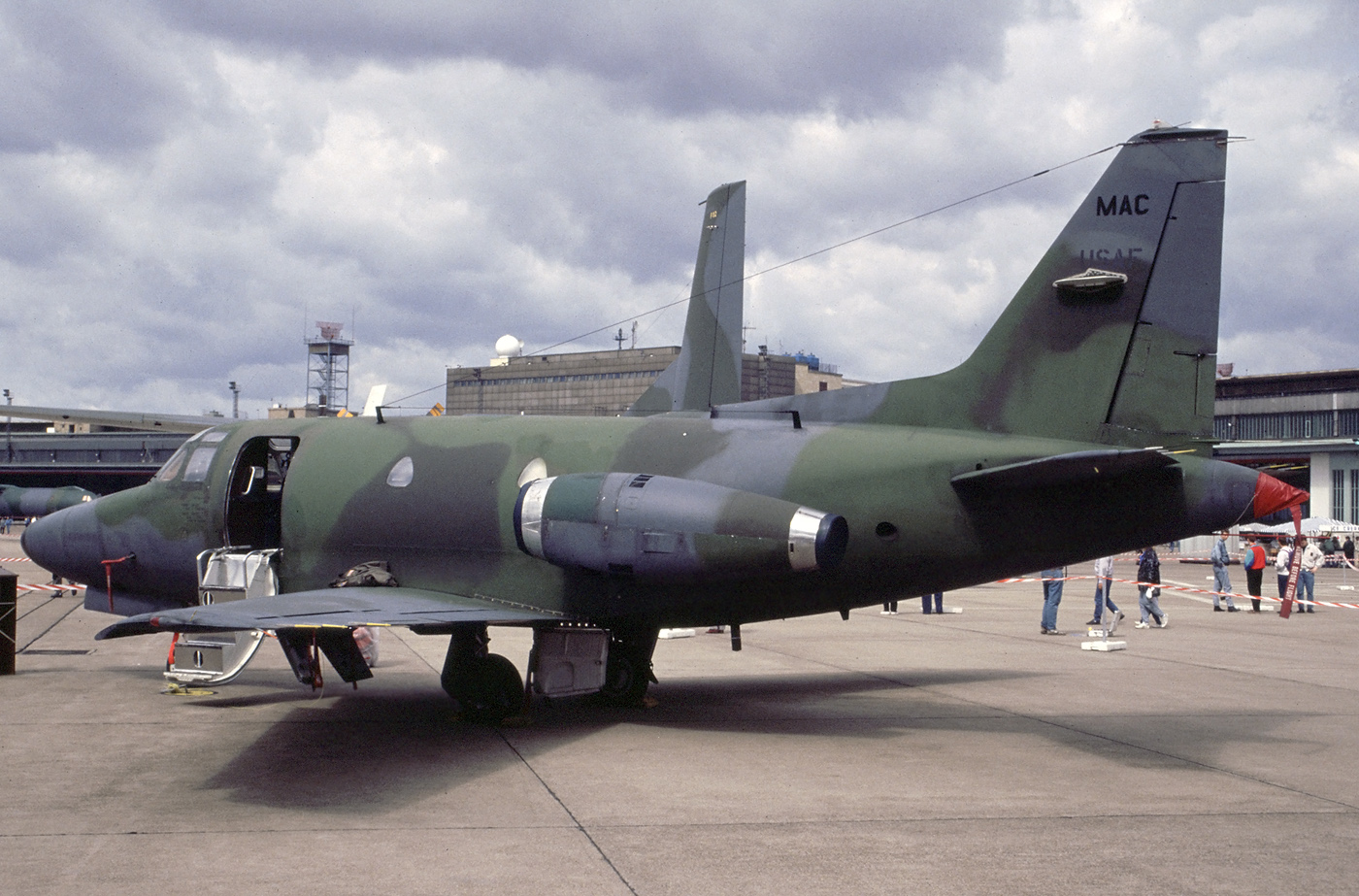
Sabreliner avec une peinture de camouflage

Le Sabreliner est largement utilisé jusqu'aux années 1980 dans les forces armées américaines, USAF mais aussi US Navy. L'USAF signifie la première commande de série à NAA en janvier 1959, au total, elle prend livraison de 143 T-39A et 6 T-39B. Leur vocation prioritaire est la formation (d'où le préfixe T pour trainer), mais ils ont aussi un rôle de transport de personnel (notamment pour les officiers) et de cargo léger. Beaucoup de ces appareils sont ensuite modifiés en configurations plus spécialisées. La Navy, de son côté, prend livraison de 62 appareils, qui jouent des rôles similaires dans l'aéronavale. Tous les Sabreliner militaires sont proches du Sabreliner 40 civil, à l'exception des CT-39G, qui sont les treize derniers exemplaires livrés à l'US Navy (dans la première moitié des années 1970) et sont dérivés du Sabreliner 60,.
Une troisième branche des forces armées américaines s'est intéressée au modèle. En 1971, la United States Coast Guard lance un programme pour l'achat d'avions de surveillance. NAA propose un dérivé du Sabreliner et remporte le contrat. Cependant, le congrès casse l'accord jugé anticoncurrentiel et, finalement, c'est Dassault qui remporte le marché avec 41 Falcon 20 livrés à partir de 1982.
Pendant la Guerre du Viêt Nam, les T-39 de l'USAF sont beaucoup utilisés comme appareils de liaison. Ils relient Saigon aux bases avancées, servant aussi bien au transport des officiers, que de matériel dont les films photographiques venant des appareils de reconnaissance.

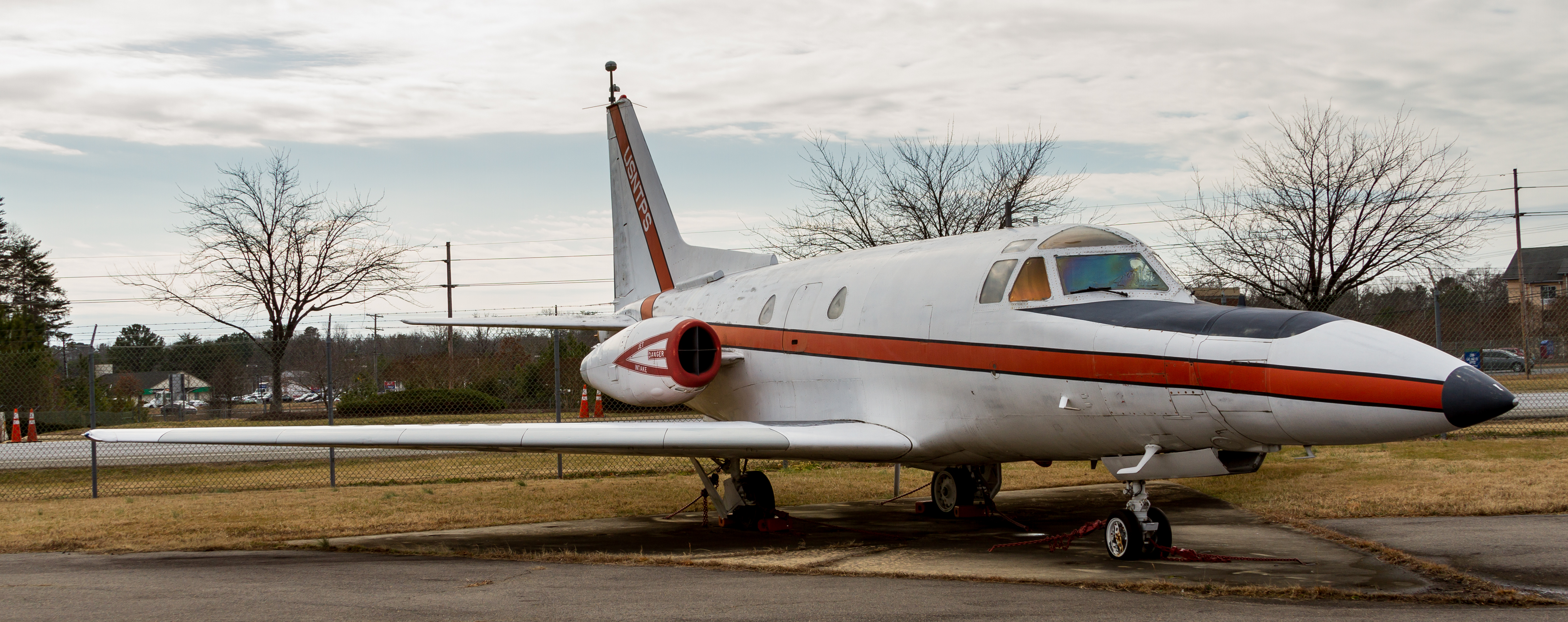
T-39D avec un nez de F/A-18.

Des T-39 sont modifiés pour des essais dans le cadre de différents programmes de développement. Par exemple, un avion de la Navy est affecté au développement du McDonnell Douglas F/A-18 Hornet, et reçoit le nez et le radar de ce chasseur, il est utilisé en support pendant tout le programme de développement, puis comme appareil de formation.
La plupart des T-39 de l'USAF sont retirés dans les années 1980 : 135 figurent à l'inventaire en 1983, et seulement 22 en 1985. Les derniers appareils ne sont retirés que très graduellement, jusqu'en 2002. Beaucoup de T-39 de l'USAF et la Navy sont revendus sur le marché civil après leur retrait du service, en général à des prix très bas, du fait de leur nombre d'heures de vol.

## Carrière militaire dans d'autres pays

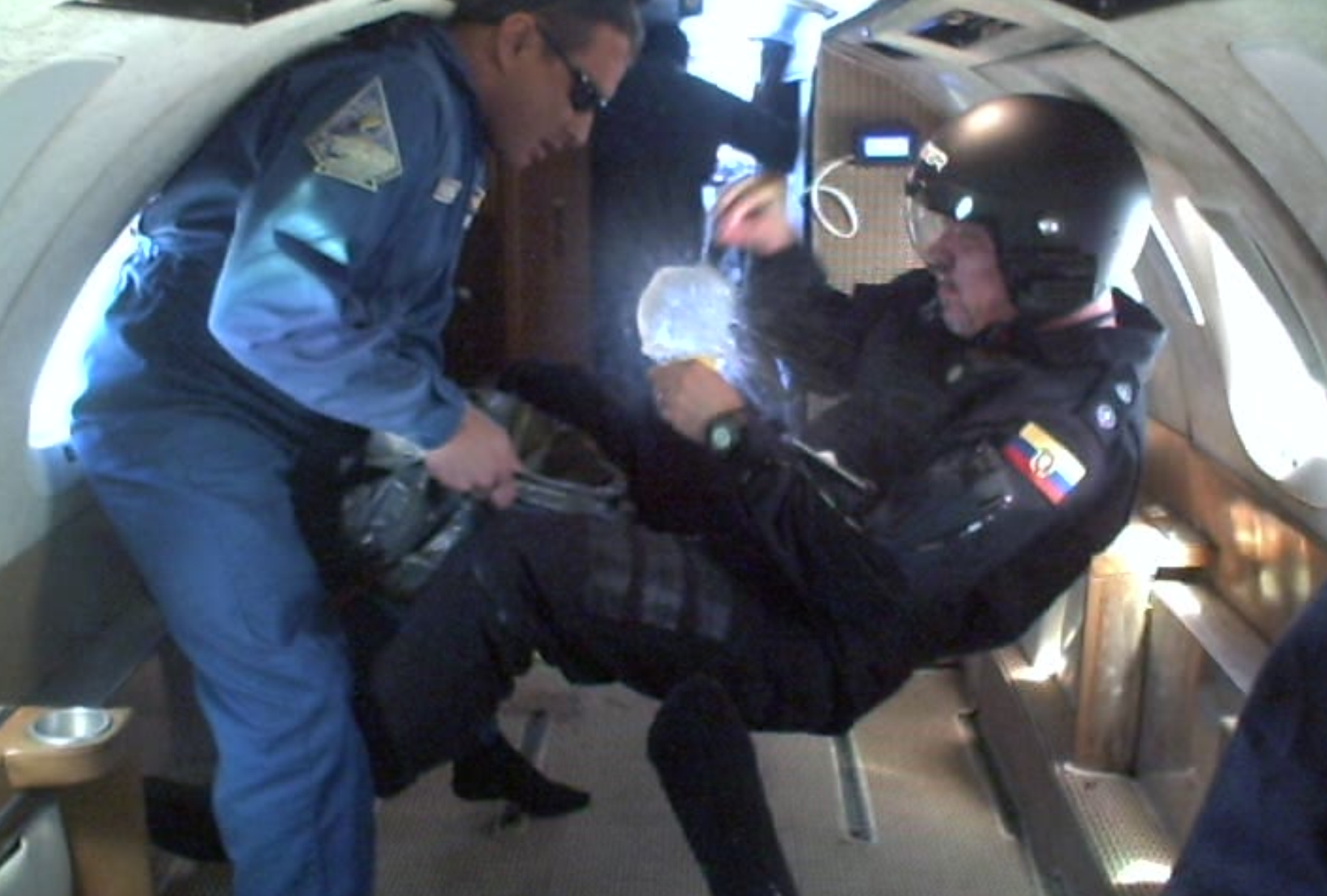
Expérience zero-g dans un Sabreliner équatorien.

La Force aérienne équatorienne fait l'acquisition de Sabreliner de plusieurs versions. Un Sabreliner 40 est utilisé, en 2008, par l'EXA (Agence Spatiale Civile Équatorienne) pour une campagne de vols paraboliques pour des essais en microgravité.
La Force aérienne bolivienne prend livraison d'un Sabreliner 65 en 1976, immatriculé FAB 001, cet appareil sert d'avion présidentiel jusqu'au début des années 2010.
L'armée de l'air suédoise a utilisé deux Sabreliner, achetés d'occasion, reçus en 1980 et 1982 et désignés localement Tp86. Ces deux appareils ont principalement été utilisés dans des essais en vol de radars, systèmes d'armes, etc., y compris dans le cadre du programme Gripen.
Des Sabreliner sont aussi utilisés par les forces armées de l'Argentine et du Mexique.

## Carrière civile
Le Sabreliner s'est révélé être un appareil d'une très bonne longévité : en 2013, 232 exemplaires sont encore en service.

### Transport à la demande
Les Sabreliner sont utilisés par de nombreuses compagnies d'avion-taxi et de transport à la demande. Beaucoup s'en séparent au cours des années, mais trois compagnies de ce type utilisent encore des Sabreliner en 2022 : deux aux États-Unis (American Air Charter et My Corporate Jet) et une au Mexique (Vigo Jet).

### Comme avion d'affaires utilisé en interne
De nombreuses multinationales, principalement américaines, possèdent, dans les années 1970 et 1980, un Sabreliner utilisé pour les déplacements de leur direction, notamment :
- Trinity Industries (holding industrielle) ;
- Reynolds Metals Company (producteur d'aluminium) ;
- Resolution Trust Corporation (finance) ;
- Universal Corporation (commerce du tabac) ;
- United Technologies (conglomérat industriel) ;
- Hewlett-Packard ;
- Sun Oil ;
- la division gazoducs de Kinder Morgan.

### Compagnies cargo

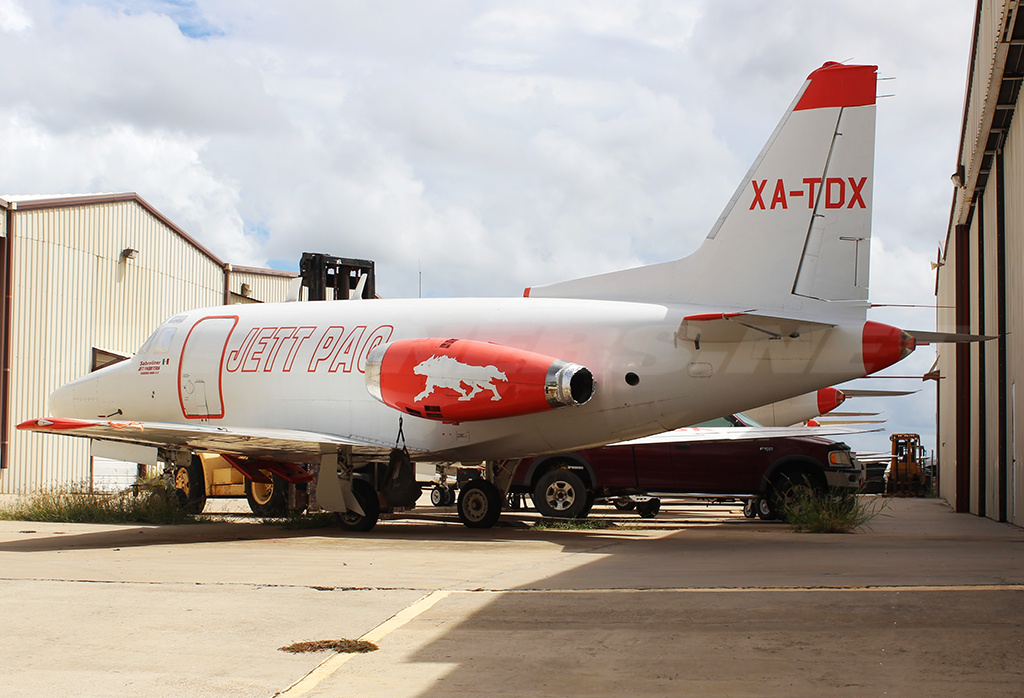
Sabreliner utilisé pour le transport de colis, Mexique, 2013.

Les Sabreliner sont aussi utilisés, avec une porte cargo, comme avion de transport léger pour le fret à haute valeur ajoutée, notamment le transport express de colis, particulièrement au Mexique. Ainsi, la compagnie mexicaine de transport de colis Jett Paqueteria a possédé toute une flotte, la plupart étant des T-39 provenant des forces armées américaines. Six de ses appareils sont détruits dans l'effondrement d'un hangar en 2003.

### Autres entreprises et administrations
Un Sabreliner 50, après avoir été utilisé pendant vingt ans par des opérateurs privés, revient dans le groupe Rockwell au milieu des années 1980. Cet avion sert pour les essais en vol d'équipements électroniques, capteurs, antennes, radars, etc., développés par le groupe. Il est utilisé jusqu'en 2013.
La National Test Pilot School, en Californie, est la seule institution privée au monde qui forme des pilotes d'essais. Son parc d'avions comporte encore, en 2022, un Sabreliner. La patrouille acrobatique privée Patriot Jet Teams, basée à Byron en Californie, utilise deux Sabreliner, aussi bien comme participants aux démonstrations (l'avion étant homologué pour la voltige) que comme avion de soutien logistique.
Le pasteur Carlos Luna, dirigeant d'une Église néo-pentecôtiste guatémaltèque, utilise encore en 2018 un Sabreliner 65.
Un autre utilisateur civil important du modèle est la Federal Aviation Administration. L'agence de régulation du transport américaine possède en effet jusqu'à vingt Sabreliner. Ils sont utilisés pour les missions d'inspection par des équipes de la FAA, pour s'assurer de la conformité aux normes des aides à la navigation et du contrôle aérien, aux États-Unis, mais aussi sur les lignes internationales empruntées par des compagnies américaines. Ces avions sont utilisés des années 1960 aux années 1980.
Le pilote italien Riccardo Mortara (connu pour avoir été le pilote d'Alfred Sirven puis le responsable de l'aviation du colonel Khalifa Haftar en Libye) et son équipage ont établi aux commandes d'un Sabreliner 65 un record mondial de tour du monde avec escales dans la catégorie des avions civils de neuf à douze tonnes. Ce record, à 67 heures, a été réalisé en mars 2010, au départ et à l'arrivée de Genève.

### Organisations clandestines
L'organisation terroriste Al-Qaïda a aussi fait usage d'un Sabreliner. Cet appareil est un T-39A réformé par l'USAF et acheté légalement aux enchères, en 1992, par Essam al-Ridi, pilote égyptien agissant comme prête-nom d'Oussama ben Laden. Après une longue période de stationnement au Soudan, cet avion est gravement endommagé dans un accident au décollage, et n'a jamais été réparé. Al-Qaïda comptait s'en servir pour transporter des missiles Stinger.
Dans le registre des utilisateurs illégaux, l'avion a aussi trouvé usage chez les cartels de la drogue. Amado Carrillo Fuentes en a par exemple possédé deux.

## Accidents
Seuls les accidents mortels sont reportés ici.

### Acte de guerre

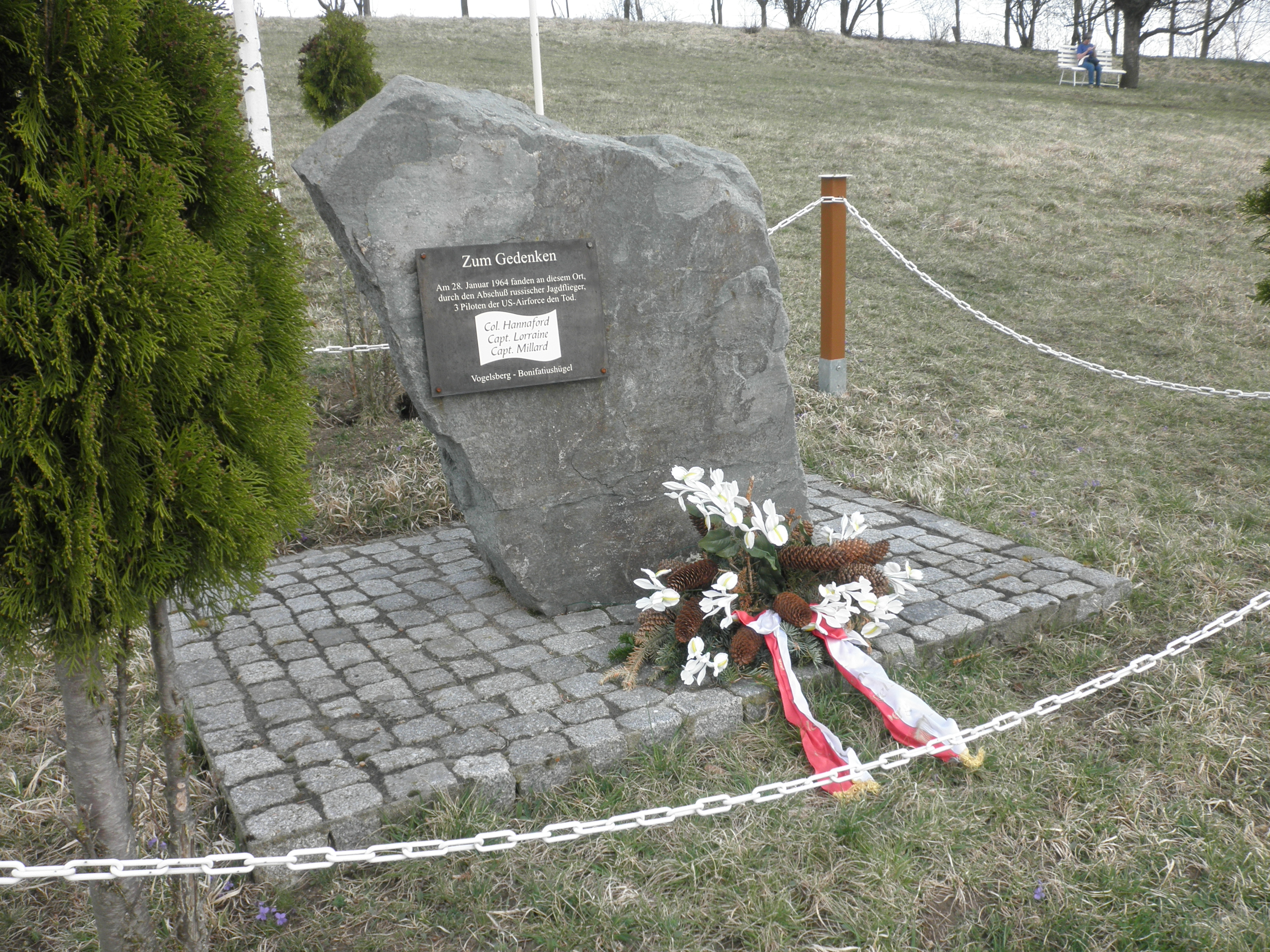
Mémorial près de Vogelsberg, là où l'avion a été abattu en 1964.

Le 28 janvier 1964, un T-39 de l'USAF menant un vol d'entraînement a été abattu au-dessus d'Erfurt (alors en RDA) par un MiG-19 soviétique ; les trois membres d'équipage ont été tués,.

### Accidents au décollage ou à l'atterrissage
- Le 29 juillet 1962, à l'aéroport du Paine Field, un Sabreliner de l'USAF, victime d'une panne hydraulique, sort de piste à l'atterrissage, tuant ses deux occupants[70].
- Le 31 décembre 1968, un CT-39A de l'USAF s'écrase dans une forêt, à l'approche de Langley Air Force Base, dans des conditions météo difficiles. Pas de survivant parmi ses six occupants[71].
- Le 13 avril 1973, un Sabreliner 60 appartenant à Continental Airlines s'écrase après le décollage d'un petit aéroport du Colorado, Montrose Regional Airport, à la suite d'un déploiement inopiné de l'inverseur de poussée gauche, tuant ses deux pilotes[72].
- Le 23 février 1975, un Sabreliner 75A appartenant à General Motors s'écrase à l'approche de l'aéroport de Pontiac, tuant un de ses deux pilotes[73].
- Le 20 avril 1985, à l'aéroport international de Wilkes-Barre/Scranton, un Sabreliner de l'USAF sort de piste à l'atterrissage, il prend feu, il n'y a aucun survivant parmi les cinq personnes à bord[74].
- Le 10 décembre 1992, un Sabreliner 75A de l'armée de l'air équatorienne s'écrase sur une zone résidentielle à l'approche de l'aéroport international Mariscal Sucre de Quito, tuant ses dix occupants et trois personnes au sol[75].
- Le 30 décembre 2006, un Sabreliner transportant des colis percute le sol pendant l'approche de l'aéroport international de Culiacán, tuant les deux pilotes[76].
- Le 5 juillet 2007, un Sabreliner cargo (ex CT-39A militaire racheté par un opérateur civil) sort de piste au décollage de l'aéroport international de Culiacán (Mexique), tuant ses trois occupants. L'accident est dû à une mauvaise préparation du décollage, précipité par la fermeture de l'aéroport en raison d'une visite présidentielle[77].
- Le 9 novembre 2020, les autorités du Guatemala découvrent l'épave d'un avion qui s'est écrasé dans une région isolée, au cours d'un vol clandestin, apparemment en approchant un aérodrome illégal. Un corps est retrouvé à bord, ainsi qu'une importante quantité de drogue[78].

### Collisions aériennes
- Le 25 mars 1965, un Sabreliner et un C-47, tous deux avions de l'USAF, sont détruits dans une collision aérienne au-dessus des Philippines, tuant tous leurs occupants (respectivement deux et cinq)[79].
- Le 16 avril 1970, un T-39A de l'US Air Force et un Skyhawk de la Navy sont détruits dans une collision au-dessus de la Caroline du Nord[80].
- Le 9 février 1974, au-dessus du Colorado, un T-39A de l'US Air Force percute la queue d'un ravitailleur Boeing KC-135 Stratotanker et s'écrase, tuant ses sept occupants. Le KC-135, qui n'a pas subi de dommages vitaux, peut se poser[81].
- Le 8 mai 2022, deux T-39N de la Navy entrent en collision pendant une mission d’entraînement, tuant tous leurs occupants (respectivement trois et quatre), au-dessus du Golfe du Mexique[82].

### Autres accidents en vol
- Le 28 février 1970, près de Madrid, un instructeur de l'USAF se tue à bord d'un T-39 qu'il avait pris pour un vol non-autorisé[83].
- Le 4 avril 1977, un avion de la Navy est perdu avec ses cinq occupants pendant un vol d'exercice en Californie, pour des raisons inconnues[84].
- Le 8 juin 1988, un Sabreliner 40 de la Force aérienne équatorienne percute une montagne près de Quito, tuant ses onze occupants[85].
- Le 11 février 1991, un Sabreliner 60 d'un opérateur privé mexicain percute une montagne pendant la phase de descente vers l'aéroport de Chihuahua, tuant ses onze occupants[86].
- Le 10 mai 2000, lors d'une approche nocturne de l'aéroport de Molokai (Kaunakakai, Hawaï), un Sabreliner 65 d'une petite compagnie d'avion-taxi percute une montagne, tuant ses six occupants[87].
- Le 12 avril 2010, un T-39N de l'US Navy s'écrase en Géorgie, quatre morts[88].
- Le 16 aout 2015, un Sabreliner 60 affrété pour le compte de l'US Navy est détruit dans une collision en vol contre un Cessna 172[89].
- Le 13 avril 2019, un Sabreliner 65 d'une compagnie d'avion-taxi s'écrase dans le Mississippi, tuant ses deux pilotes et son passager, apparemment à la suite d'une défaillance électrique[90].
- Le 10 aout 2020, un Sabreliner 75A survole le Venezuela sans être en règle (pas d'indicatif radio, pas de plan de vol). Il est intercepté, mais pendant sa descente, le pilote perd le contrôle et l'avion s'écrase sur une place, les deux occupants meurent. Il s'agissait d'un vol clandestin, probablement lié au trafic de stupéfiants[91].

## Appareils exposés
De nombreux Sabreliner ayant appartenu à l'USAF et à l'US Navy sont exposés dans des musées américains à qui ils ont été donnés une fois réformés,. Quelques appareils sont également exposés dans d'autres pays :
- le musée de l'armée de l'air suédoise expose un des Sabreliner qu'a utilisés cette armée[54] ;
- la base aérienne de Kadena, sur l'île d'Okinawa, expose une petite collection d'avions dont un CT-39A[94] ;
- un ancien appareil de l'armée de l'air mexicaine est exposé devant une caserne près de Mexico[95].

### Avions comparables
- Embraer EMB-121 Xingu
- T-1 Jayhawk
- British Aerospace 125
- Dassault Falcon 10
- Hamburger Flugzeugbau HFB 320 Hansajet
- Learjet 24